# John Goff Ballentine

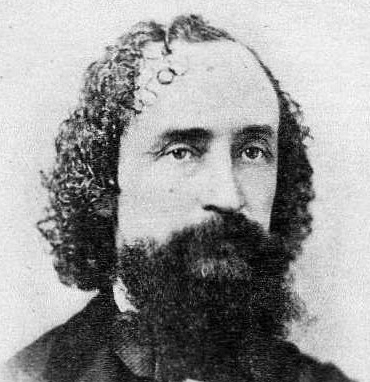
John Goff Ballentine

John Goff Ballentine (* 20. Mai 1825 in Pulaski, Tennessee; † 23. November 1915 ebenda) war ein US-amerikanischer Politiker. Zwischen 1883 und 1887 vertrat er den Bundesstaat Tennessee im US-Repräsentantenhaus.

## Werdegang
John Ballentine besuchte bis 1841 die Wurtemberg Academy und bis 1845 die University of Nashville. Nach einem anschließenden Jurastudium an der Harvard University und seiner im Jahr 1848 erfolgten Zulassung als Rechtsanwalt begann er in Pulaski zu praktizieren. Zeitweise gehörte er auch dem Lehrkörper der Livingston Law School in New York an. 1854 zog Ballentine nach Mississippi, wo er als Rechtsanwalt arbeitete und eine Plantage betrieb. Er war Sklavenhalter. Im Jahr 1860 ließ er sich in Memphis nieder.
Während des Bürgerkrieges war Ballentine Oberst in dem 7. Tennessee Cavalry Regiment der Armee der Konföderation. Nach dem Krieg kehrte er nach Pulaski zurück. Politisch war Ballentine Mitglied der Demokratischen Partei. Bei den Kongresswahlen des Jahres 1882 wurde er im siebten Wahlbezirk von Tennessee in das US-Repräsentantenhaus in Washington, D.C. gewählt, wo er am 4. März 1883 die Nachfolge von Washington C. Whitthorne antrat. Nach einer Wiederwahl konnte er bis zum 3. März 1887 zwei Legislaturperioden im Kongress absolvieren.
1886 lehnte John Ballentine eine weitere Kongresskandidatur ab. Nach seinem Ausscheiden aus dem US-Repräsentantenhaus zog er sich in den Ruhestand zurück. Er starb am 23. November 1915 im Alter von 90 Jahren in seinem Geburtsort Pulaski.